# 9241 Rosfranklin
9241 Rosfranklin este un asteroid din centura principală de asteroizi.

## Descriere
9241 Rosfranklin este un asteroid din centura principală de asteroizi. A fost descoperit pe 10 august 1997 la Reedy Creek de John Broughton. Asteroidul prezintă o orbită caracterizată de o semiaxă mare de 3,05 ua, o excentricitate de 0,12 și o înclinație de 12,4° în raport cu ecliptica.